# 土耳其鰍
土耳其鰍為輻鰭魚綱鯉形目鰍科的其中一種，為亞熱帶淡水魚，被IUCN列為瀕危保育類動物，分布於亞洲土耳其至伊朗Kor河流域，體長可達8.1公分，棲息在底層水域，生活習性不明。

## 扩展阅读
維基物種上的相關：土耳其鰍